# Sowjetarmee-Pokal 1966/67
Der Sowjetarmee-Pokal 1966/67 war die 27. Austragung des Pokalwettbewerbs im Fußball in Bulgarien. Pokalsieger wurde FD Lewski Sofia. Das Team setzte sich im Finale gegen Spartak Sofia durch. Durch den Sieg qualifizierte sich Lewski für den Europapokal der Pokalsieger 1967/68.

## Modus
Das Format wurde geändert. Zunächst wurde eine K.-o.-Runde gespielt. Die Sieger spielten anschließend in vier Gruppen zu je vier Mannschaften. Die Gruppensieger qualifizierten sich für das Halbfinale. Es wurde jeweils ein Spiel zwischen den Mannschaften ausgetragen. Bei unentschiedenem Ausgang in den K.-o.-Runden wurde der Sieger im Elfmeterschießen ermittelt.

## Teilnehmer
| - Arda Kardschali - DFS Beroe Stara Sagora - Botew Burgas - Botew Plowdiw - FC Botew Wraza - Dimitar Kanew Chaskowo - DFS Christo Karpatschew Lowetsch - Dobrudscha Tolbuchin | - Dorostol Silistra - FC Dunaw Russe - Lewski Kjustendil - FK Lewski Lom - FD Lewski Sofia - Lok Gorna Orjachowiza - FD Lokomotive Sofia - DFS Lokomotive Plowdiw | - DFS Marek Stanke Dimitrow - Minjor Pernik - Minjor Wraza - Nikolaj Laskow Jambol - Orlin Pirdop - FD Slawia Sofia - AFD Sliwen - DFS Spartak Plewen | - Spartak Plowdiw - Spartak Sofia - Spartak Warna - Swetkawiza Targowischte - SD Tscherno More Warna - ZSKA Tscherweno sname Sofia - Panajot Wolow Schumen - Udarnik Plowdiw |

## 1. Runde
| Datum      |                             | Ergebnis        |                                  |
| ---------- | --------------------------- | --------------- | -------------------------------- |
| 22.12.1966 | FK Lewski Lom               | 0:1             | Spartak Sofia                    |
| 22.12.1966 | FD Slawia Sofia             | 3:0             | Lewski Kjustendil                |
| 22.12.1966 | FC Botew Wraza              | 3:0             | Orlin Pirdop                     |
| 25.12.1966 | FC Dunaw Russe              | 2:1             | Dorostol Silistra                |
| 25.12.1966 | DFS Marek Stanke Dimitrow   | 2:0             | Minjor Wraza                     |
| 25.12.1966 | Botew Plowdiw               | 5:1             | AFD Sliwen                       |
| 25.12.1966 | Minjor Pernik               | 2:1             | Dimitar Kanew Chaskowo           |
| 25.12.1966 | Botew Burgas                | 4:1             | Swetkawiza Targowischte          |
| 25.12.1966 | DFS Lokomotive Plowdiw      | 2:0             | Arda Kardschali                  |
| 25.12.1966 | Dobrudscha Tolbuchin        | 6:0             | Panajot Wolow Schumen            |
| 25.12.1966 | Spartak Plowdiw             | 3:2             | Udarnik Plowdiw                  |
| 25.12.1966 | DFS Beroe Stara Sagora      | 5:1             | Spartak Warna                    |
| 25.12.1966 | ZSKA Tscherweno sname Sofia | 1:0             | DFS Christo Karpatschew Lowetsch |
| 25.12.1966 | FD Lewski Sofia             | 5:1             | Nikolaj Laskow Jambol            |
| 25.12.1966 | FD Lokomotive Sofia         | 3:1             | Lok Gorna Orjachowiza            |
| 25.12.1966 | SD Tscherno More Warna      | 0:0 (3:2 i. E.) | DFS Spartak Plewen               |

## Gruppenphase
Die vier Gruppensieger qualifizierten sich für das Halbfinale.

### Gruppe 1
Die Spiele fanden in Warna und Tolbuchin (Lok Sofia – Botew Burgas) statt.
| Pl. | Verein                    | Sp. | S | U | N | Tore    | Punkte |
| --- | ------------------------- | --- | - | - | - | ------- | ------ |
| 1. | FD Lokomotive Sofia       | 3   | 2 | 1 | 0 | 007:400 | 07     |
| 2. | Botew Burgas              | 3   | 1 | 2 | 0 | 005:300 | 05     |
| 3. | Botew Plowdiw             | 3   | 0 | 2 | 1 | 003:500 | 02     |
| 4. | DFS Marek Stanke Dimitrow | 3   | 0 | 1 | 2 | 004:700 | 01     |
| Platzierungskriterien: 1. Punkte – 2. Tordifferenz – 3. direkter Vergleich – 4. Elfmeterschießen (5 Elfmeter, weitere 3 Elfmeter, Losentscheid) qualifiziert für das Halbfinale |                           |     |   |   |   |         |        |

| Datum      |                           | Ergebnis |                           |
| ---------- | ------------------------- | -------- | ------------------------- |
| 02.07.1967 | DFS Marek Stanke Dimitrow | 1:1      | Botew Plowdiw             |
| 02.07.1967 | FD Lokomotive Sofia       | 1:1      | Botew Burgas              |
| 05.07.1967 | Botew Burgas              | 3:1      | DFS Marek Stanke Dimitrow |
| 05.07.1967 | FD Lokomotive Sofia       | 3:1      | Botew Plowdiw             |
| 09.07.1967 | FD Lokomotive Sofia       | 3:2      | DFS Marek Stanke Dimitrow |
| 09.07.1967 | Botew Burgas              | 1:1      | Botew Plowdiw             |

### Gruppe 2
Die Spiele fanden in Plowdiw statt.
| Pl. | Verein                 | Sp. | S | U | N | Tore    | Punkte |
| --- | ---------------------- | --- | - | - | - | ------- | ------ |
| 1. | DFS Beroe Stara Sagora | 3   | 3 | 0 | 0 | 008:300 | 09     |
| 2. | FD Slawia Sofia        | 3   | 1 | 1 | 1 | 006:400 | 04     |
| 3. | FC Botew Wraza         | 3   | 1 | 1 | 1 | 006:800 | 04     |
| 4. | FC Dunaw Russe         | 3   | 0 | 0 | 3 | 003:800 | 0      |
| Platzierungskriterien: 1. Punkte – 2. Tordifferenz – 3. direkter Vergleich – 4. Elfmeterschießen (5 Elfmeter, weitere 3 Elfmeter, Losentscheid) qualifiziert für das Halbfinale |                        |     |   |   |   |         |        |

| Datum      |                        | Ergebnis |                 |
| ---------- | ---------------------- | -------- | --------------- |
| 02.07.1967 | FD Slawia Sofia        | 4:1      | FC Dunaw Russe  |
| 02.07.1967 | DFS Beroe Stara Sagora | 5:2      | FC Botew Wraza  |
| 05.07.1967 | DFS Beroe Stara Sagora | 1:0      | FC Dunaw Russe  |
| 05.07.1967 | FD Slawia Sofia        | 1:1      | FC Botew Wraza  |
| 08.07.1967 | DFS Beroe Stara Sagora | 2:1      | FD Slawia Sofia |
| 08.07.1967 | FC Botew Wraza         | 3:2      | FC Dunaw Russe  |

### Gruppe 3
Die Spiele fanden in Burgas und Jambol (Lok Plowdiw – Tscherno More Warna) statt.
| Pl. | Verein                 | Sp. | S | U | N | Tore    | Punkte |
| --- | ---------------------- | --- | - | - | - | ------- | ------ |
| 1. | FD Lewski Sofia        | 3   | 3 | 0 | 0 | 013:200 | 09     |
| 2. | DFS Lokomotive Plowdiw | 3   | 2 | 0 | 1 | 004:300 | 06     |
| 3. | SD Tscherno More Warna | 3   | 1 | 0 | 2 | 003:700 | 03     |
| 4. | Minjor Pernik          | 3   | 0 | 0 | 3 | 004:120 | 0      |
| Platzierungskriterien: 1. Punkte – 2. Tordifferenz – 3. direkter Vergleich – 4. Elfmeterschießen (5 Elfmeter, weitere 3 Elfmeter, Losentscheid) qualifiziert für das Halbfinale |                        |     |   |   |   |         |        |

| Datum      |                        | Ergebnis |                        |
| ---------- | ---------------------- | -------- | ---------------------- |
| 02.07.1967 | FD Lewski Sofia        | 7:1      | Minjor Pernik          |
| 02.07.1967 | DFS Lokomotive Plowdiw | 1:0      | SD Tscherno More Warna |
| 05.07.1967 | FD Lewski Sofia        | 4:0      | SD Tscherno More Warna |
| 05.07.1967 | DFS Lokomotive Plowdiw | 2:1      | Minjor Pernik          |
| 08.07.1967 | FD Lewski Sofia        | 2:1      | DFS Lokomotive Plowdiw |
| 08.07.1967 | SD Tscherno More Warna | 3:2      | Minjor Pernik          |

### Gruppe 4
Die Spiele fanden in Sofia statt.
| Pl. | Verein                      | Sp. | S | U | N | Tore    | Punkte |
| --- | --------------------------- | --- | - | - | - | ------- | ------ |
| 1. | Spartak Sofia               | 3   | 2 | 1 | 0 | 009:100 | 07     |
| 2. | ZSKA Tscherweno sname Sofia | 3   | 2 | 1 | 0 | 007:400 | 07     |
| 3. | Spartak Plowdiw             | 3   | 1 | 0 | 2 | 003:500 | 03     |
| 4. | Dobrudscha Tolbuchin        | 3   | 0 | 0 | 3 | 002:110 | 0      |
| Platzierungskriterien: 1. Punkte – 2. Tordifferenz – 3. direkter Vergleich – 4. Elfmeterschießen (5 Elfmeter, weitere 3 Elfmeter, Losentscheid) qualifiziert für das Halbfinale |                             |     |   |   |   |         |        |

| Datum      |                             | Ergebnis |                             |
| ---------- | --------------------------- | -------- | --------------------------- |
| 02.07.1967 | Spartak Sofia               | 1:0      | Spartak Plowdiw             |
| 02.07.1967 | ZSKA Tscherweno sname Sofia | 0:2      | Dobrudscha Tolbuchin        |
| 05.07.1967 | Spartak Sofia               | 3:0      | ZSKA Tscherweno sname Sofia |
| 05.07.1967 | Spartak Plowdiw             | 1:0      | Dobrudscha Tolbuchin        |
| 08.07.1967 | Spartak Sofia               | 0:2      | Dobrudscha Tolbuchin        |
| 08.07.1967 | ZSKA Tscherweno sname Sofia | 3:0      | Spartak Plowdiw             |

## Halbfinale
| Datum      |                 | Ergebnis        |                        |
| ---------- | --------------- | --------------- | ---------------------- |
| 12.07.1967 | FD Lewski Sofia | 5:4             | FD Lokomotive Sofia    |
| 12.07.1967 | Spartak Sofia   | 1:1 (8:7 i. E.) | DFS Beroe Stara Sagora |

## Finale
| Paarung         | FD Lewski Sofia – Spartak Sofia |
| Ergebnis        | 3:0 (1:0) |
| Datum           | 16. Juli 1967 |
| Stadion         | Wassil-Lewski-Stadion, Sofia |
| Zuschauer       | 38.000 |
| Schiedsrichter  | Todor Betschirow |
| Tore            | 1:0 Georgi Asparuchow (32.) 2:0 Christo Iliew (69.) 3:0 Simeon Nikolow (71.) |
| FD Lewski Sofia | Biser Michailow – Stoitschko Peschew, Georgi Slatkow, Iwan Sdrawkow – Aleksandar Manolow, Georgi Georgiew – Simeon Nikolow (84. Zwetan Weselinow), Georgi Sokolow, Georgi Asparuchow, Christo Iliew , Aleksandar Kostow Cheftrainer: Krastjo Tschakarow |
| Spartak Sofia   | Georgi Najdenow – Milko Gajdarski, Dobromir Schetschew , Iwan Dimitrow, Christo Milenkow – Pantelej Dimitrow, Stojan Kitow, Josif Charalampiew – Michail Gjonin, Georgi Zwetkow, Wassil Mitkow (60. Iwan Rankow) Cheftrainer: Ljubomir Angelow          |